# Niels Hede-Nielsen
 Der er flere personer med dette navn, se Niels Hede Nielsen.
Niels Hede-Nielsen (2. december 1936 – 24. august 2010 i Horsens) var en dansk erhvervsmand.
Hede-Nielsen var søn af Eigil Hede Nielsen og hustru Ingeborg f. Thomsen og var den sidste administrerende direktør for Hede Nielsen A/S som selvstændig virksomhed. Han var også i ti år formand for Horsens Erhvervsråd samt Ridder af Dannebrog.
Han døde i 2010 efter formentlig af have fået hjertestop, hvorpå han faldt i Horsens lystbådehavn.